# Hämatopoetisches Vorläuferzellantigen CD34
CD34 ist ein Oberflächenprotein und Zelladhäsionsmolekül.

## Eigenschaften
CD34 ist ein Sialomucin und wird von hämatopoetischen Vorläuferzellen und Endothelzellen verschiedener Gewebe gebildet. Im Knochenmark bindet es hämatopoetische Stammzellen an die extrazelluläre Matrix oder an Stromazellen. Es bindet Selectine und ist glykosyliert und phosphoryliert.

## Verwendung
CD34 spielt eine Rolle bei der eigenen (autologen) oder fremden (allogenen) Stammzelltransplantation von hämatopoetischen Vorläuferzellen. CD34-positive Zellen werden aus dem Blut des Spenders selektiert, aufbereitet und in den Empfänger transplantiert.
Ein Beispiel für die Verwendung autologer Stammzelltransplantation ist die Behandlung des multiplen Myeloms. Vor Beginn der Hochdosis-Chemotherapie werden die blutbildenden hämatopoetischen Stammzellen durch G-CSF stimuliert, apheresiert und kryokonserviert. Das Ziel der Hochdosis-Chemotherapie in der Behandlung des multiplen Myeloms ist die komplette Zerstörung aller – maligner und gesunder – Blutzellen. Nur durch die anschließende Rückübertragung der autologen Stammzellen ist eine Blutbildung nach Abschluss der Chemotherapie überhaupt möglich.